# Rau diếp

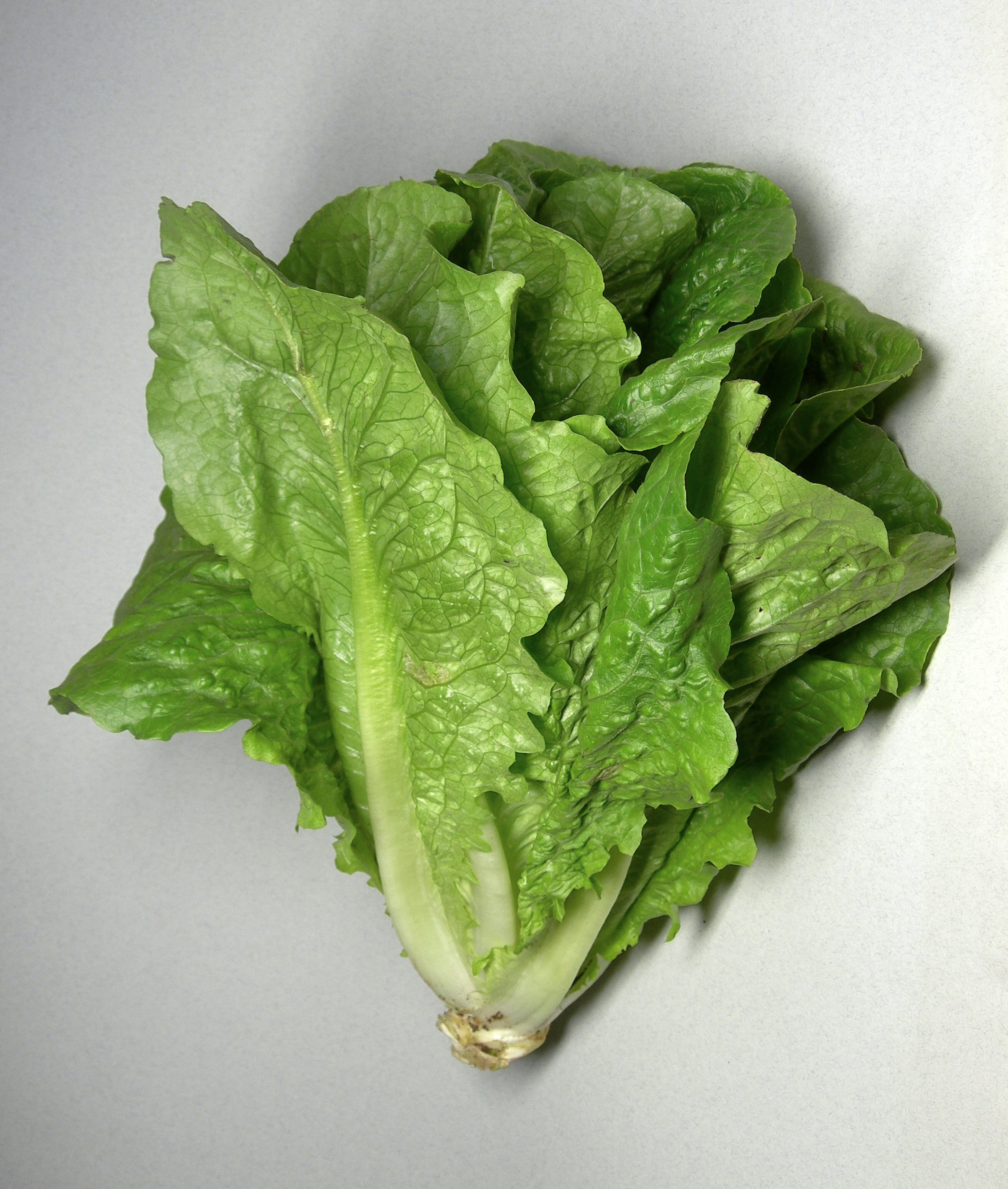
Rau diếp

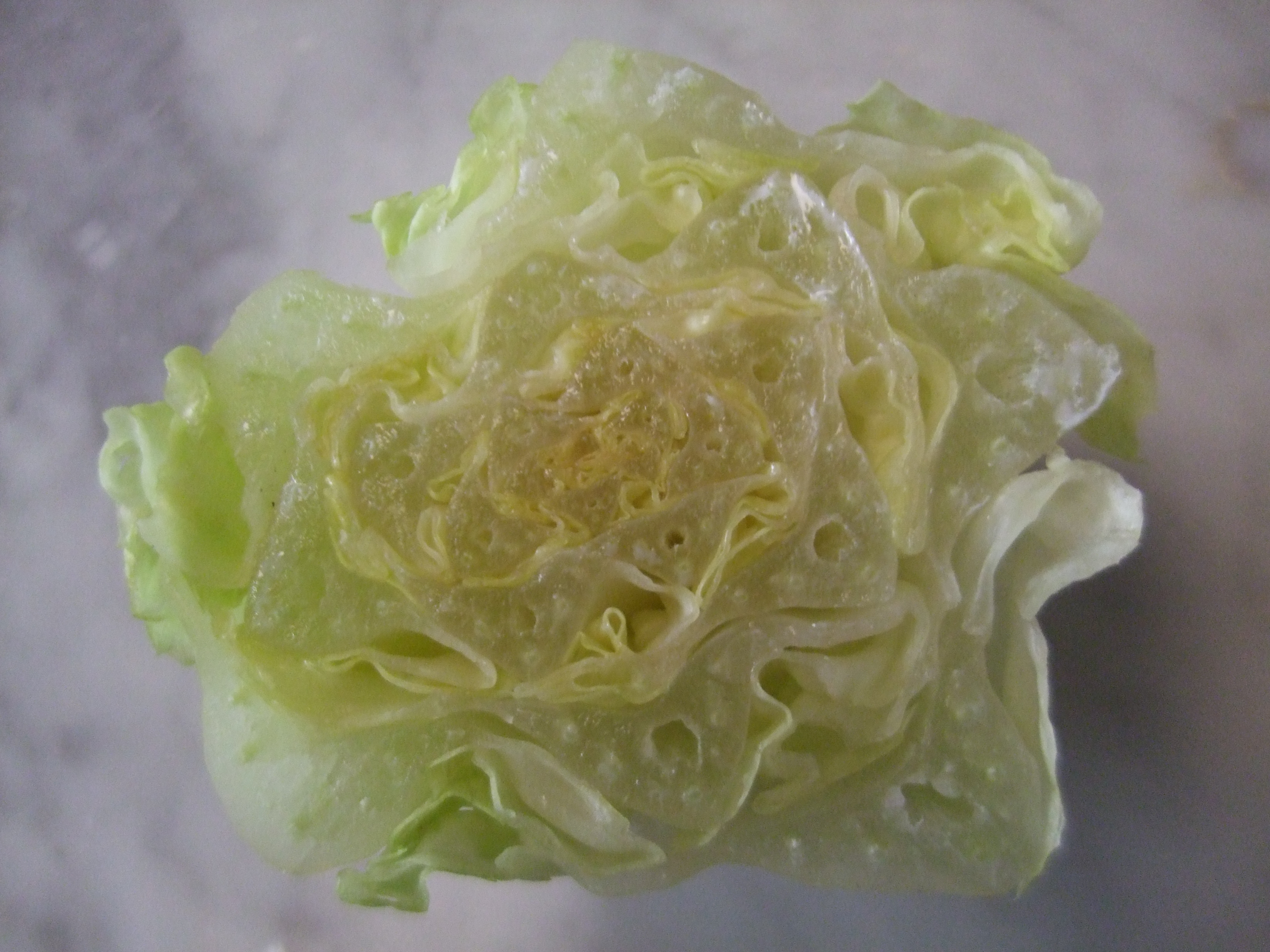
Mặt cắt ngang của một loại rau diếp

Rau diếp, hay đôi khi cũng được gọi là xà lách (danh pháp hai phần: Lactuca sativa L. var. longifolia),
là một thứ cây trồng thuộc loài Lactuca sativa. So với các thứ rau cùng loài, rau diếp có đầu lá cao hơn, xương lá thẳng và cứng hơn, đồng thời có khả năng chịu nhiệt tốt hơn.

## Ẩm thực
Rau diếp có thể được ăn trực tiếp hoặc trộn salad. Đây là loại rau thường được dùng trong ẩm thực Trung Đông.

## Hình ảnh

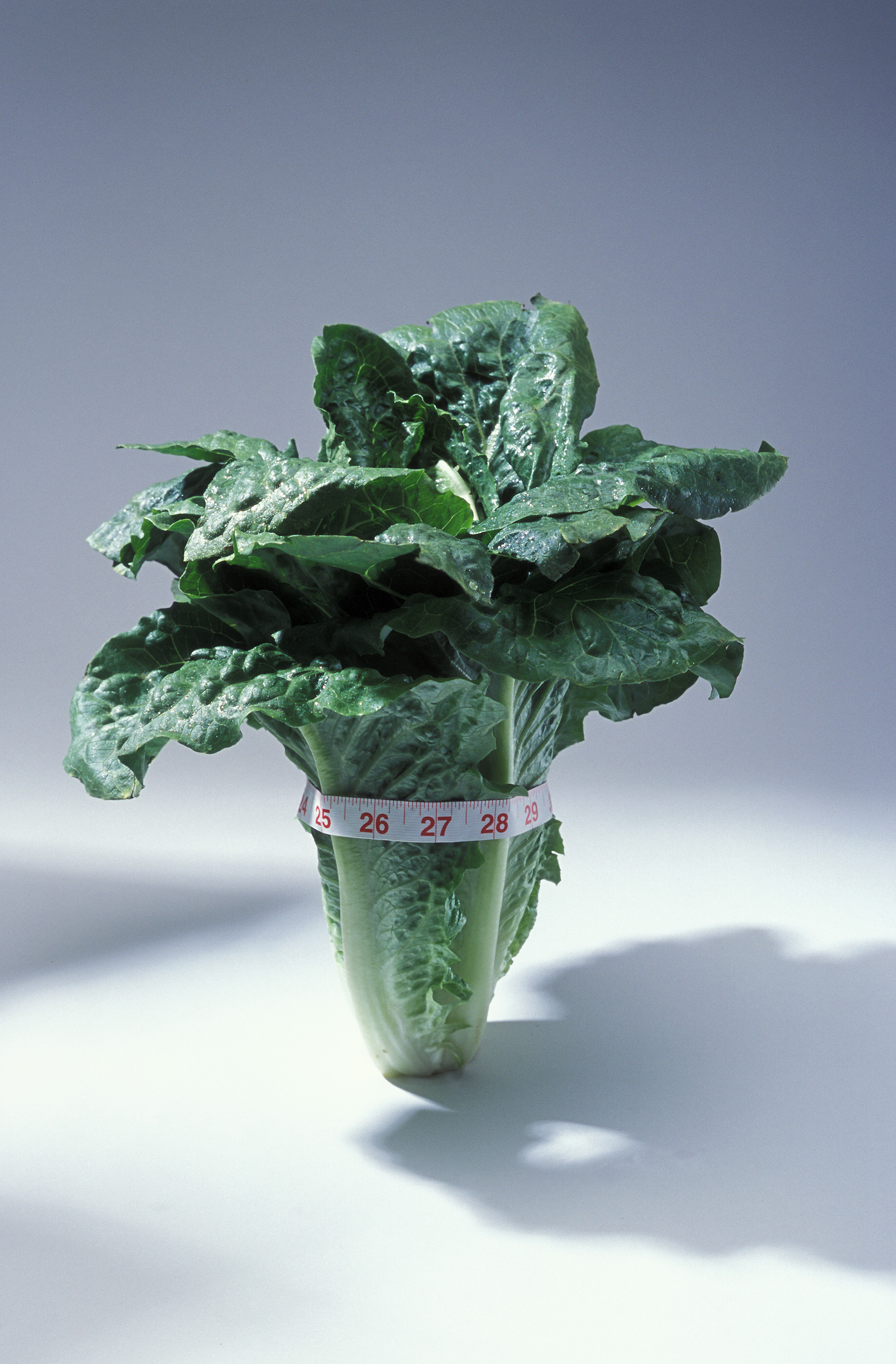
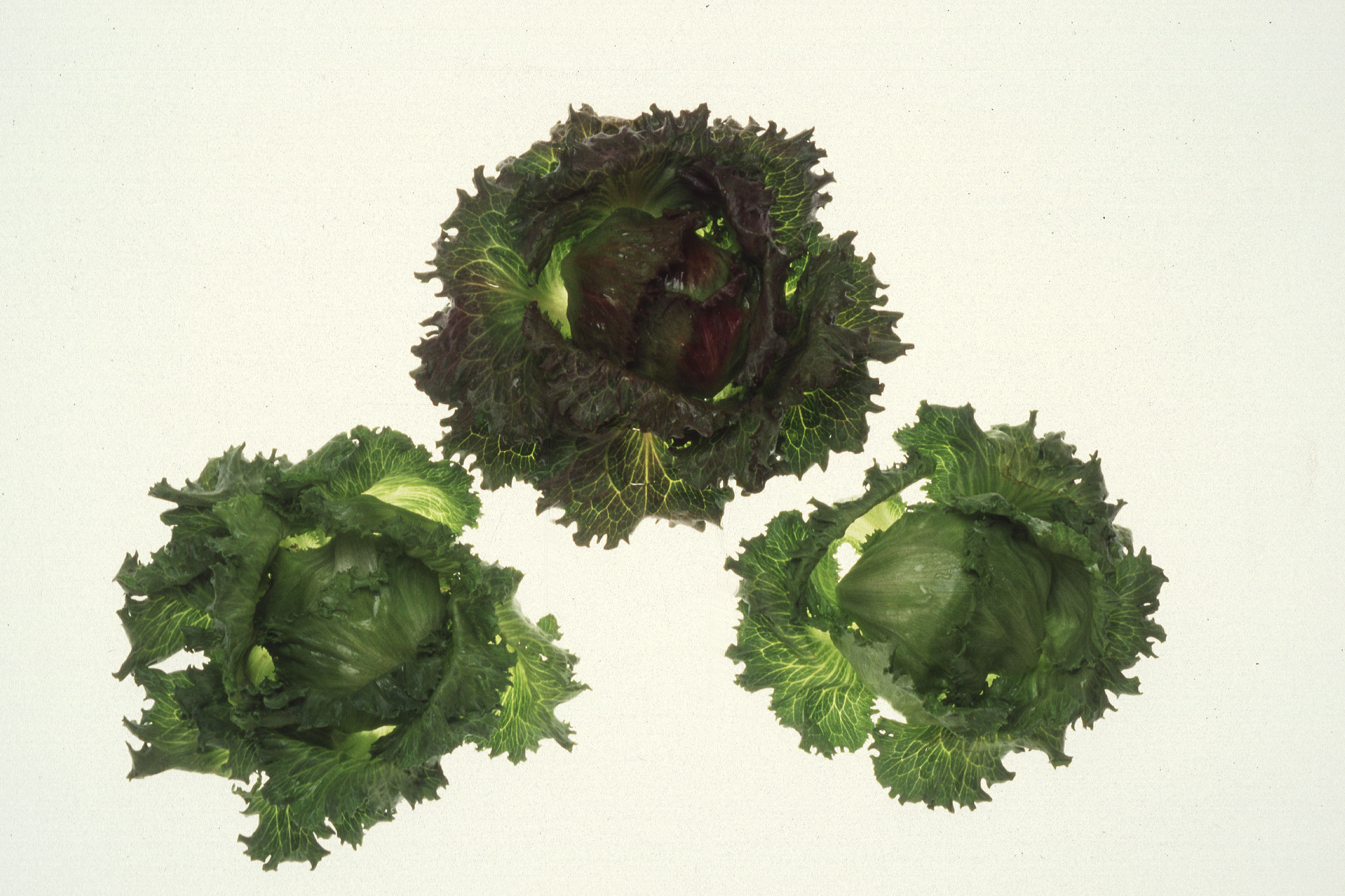
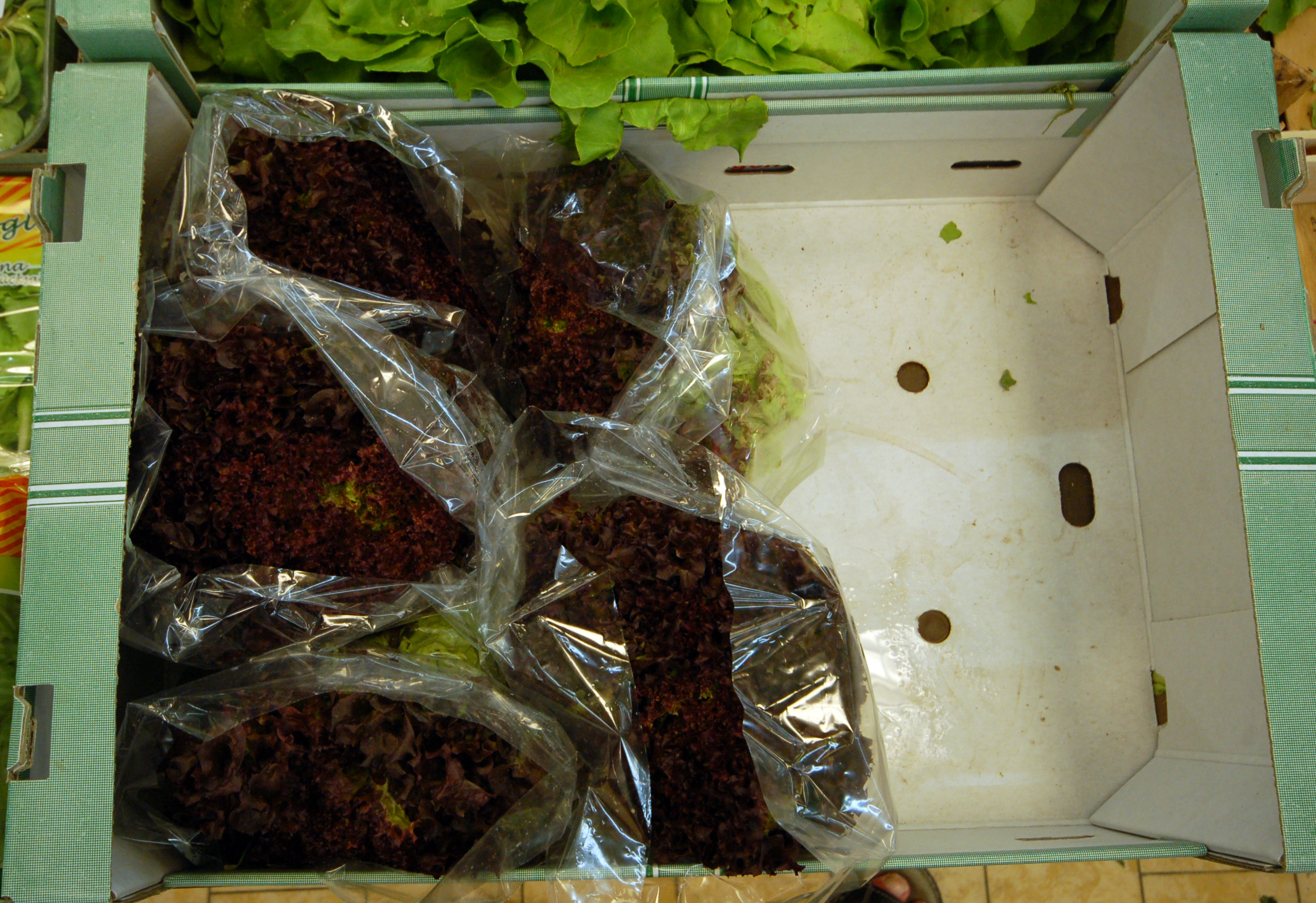
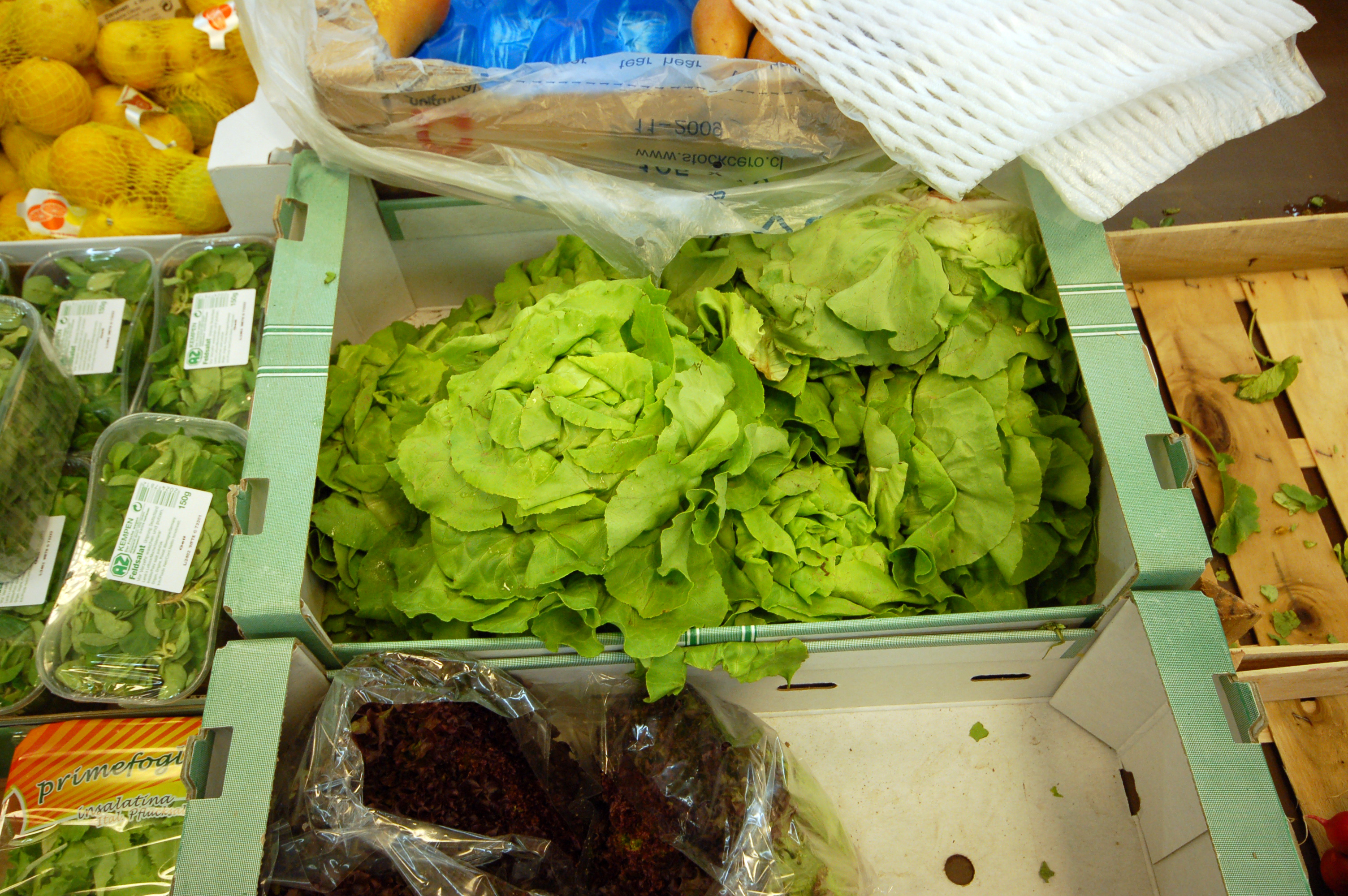

## Dinh dưỡng
Cũng như các loại rau có lá màu xanh đậm, lá rau diếp có chứa các chất chống oxy hóa được coi là có tác dụng hỗ trợ điều trị bệnh ung thư.